# أولاد مالك (عوينة لهنا)
أولاد مالك هي إحدى مشيخات المملكة المغربية، تتبع جغرافيا لإقليم آسا الزاك وإداريًا لعوينة لهنا. يقدر عدد سكانها بـ 18864 نسمة حسب الإحصاء الرسمي للسكان والسكنى لسنة 2004.